# فرودگاه بوکورون
فرودگاه بوکورون (به انگلیسی: Boquerón Airport) یک فرودگاه خصوصی است که یک باند فرود آسفالت دارد. این فرودگاه در کشور ایالات متحده آمریکا قرار دارد .